# أورخان غازي (مدينة)
أورخان غازي هي منطقة ريفية في محافظة بورصة، تركيا. سميت على اسم أورخان الأول السلطان الثاني للدولة العثمانية، تأسست عام 1326.